# Восстание на Гаити (2004)
Восстание в Гаити 2004 года — мятеж в республике Гаити, длившийся несколько недель февраля 2004 года, завершившийся государственным переворотом, в результате которого президент Гаити Жан-Бертран Аристид подал в отставку и покинул страну. После восстания власть перешла к временному правительству во главе с премьер-министром Жераром Латортю и временному президенту Бонифасу Александру.

## Ход восстания
В сентябре 2003 года Амио Метайяр, лидер бандитского формирования «Армия Каннибалов», был найден мёртвым. Бюте Метайяр пообещал отомстить за смерть своего брата президенту Жану-Бертрану Аристиду, которого он считал ответственным за убийство. Он взял на себя управление «Армией каннибалов» и вскоре переименовал её в «Революционный фронт сопротивления Артибонита».
5 февраля 2004 года группы повстанцев установила контроль над городом Гонаивом, начав тем самым восстание против Жана-Бертрана Аристида. К повстанцам активно примкнули боевики офицера полиции Ги Филиппа и ультраправой группировки Frappe во главе с бывшим тонтон-макутом Луи-Жоделем Шамбленом. В ходе боёв за город повстанцы сожгли дом мэра, а также выпустили на свободу заключённых, находившихся в муниципальных тюрьмах, сожгли и разграбили полицейский участок. Захваченные оружие и автомобили использовались повстанцами в дальнейших операциях. В боях за Гонаив погибли по меньшей мере семь человек.
7 февраля в руки повстанцев перешёл город Сен-Марк, в городе начались массовые грабежи: сотни местных жителей выносили со стоящих в порту кораблей телеаппаратуру и мешки с мукой. Во время вооруженного штурма повстанцами здания местной полиции погибли по меньшей мере два человека.
22 февраля повстанцы захватили четвёртый по величине город Гаити — Кап-Аитьен. В городе были подожжены здания некоторых официальных учреждений, а также полицейские участки. Полицейские, сохранявшие верность президенту Аристиду, бежали из Кап-Аитьена, в результате чего из местной тюрьмы были выпущены на свободу 250 заключенных.
К концу февраля повстанцы контролировали столицу страны Порт-о-Пренс. Американские военные принудительно вывезли Жана-Бертрана Аристида в Центральноафриканскую Республику, мотивируя это отказом США от дальнейшего обеспечения его безопасности и реальной угрозой его гибели от рук повстанцев.

## Последствия
В соответствии с конституцией Гаити должность президента занял председатель Верховного суда Бонифас Александр, который сразу же обратился к Совету безопасности ООН с просьбой оказать помощь в поддержании общественного порядка в стране. 29 февраля 2004 года Совет безопасности принял резолюцию, санкционирующую военную интервенцию в Гаити. Вечером того же дня в страну начали прибывать американские морские пехотинцы, к которым позже присоединились канадские, французские и чилийские военные. Задачи многонациональных временных сил заключались в сохранении порядка в столице, обеспечении условий для прибытия в страну миротворцев ООН, а также в оказании помощи гуманитарным организациям. 1 июня 2004 года задачи по поддержанию мира перешли к MINUSTAH (фр. Mission des Nations Unies pour la stabilisation en Haïti) — Миссии ООН по стабилизации в Гаити под руководством Бразилии. Согласно Резолюции Совета безопасности ООН № 1542, численность миссии не должна превышать 6700 военнослужащих и 1622 гражданских полицейских. В октябре в связи с новой волной беспорядков, Бразилия потребовала увеличения численности миротворцев с 2600 человек до разрешенного максимума. Полномочия Бонифаса Александра закончились в 2006 году, когда на президентских выборах победил Рене Преваль.
В «Исследовании прав человека в Гаити», проведённом в ноябре 2004 года, отмечалось, что временное правительство, поддерживаемое Соединенными Штатами, Канадой, Францией и ООН, за девять месяцев не остановило насилие в стране. Полиция в качестве обычной практики приговаривала к смертной казни в упрощённом порядке, а к бедным районам относилась как к вражеской территории. Насилию способствовали и солдаты расформированной гаитянской армии, не нашедшие иного применения своим знаниям и навыкам в новых условиях. Поскольку голоса в пользу ненасильственных изменений подавлялись арестами, убийствами и запугиванием, насильственные формы защиты стали самой надёжной альтернативой. Члены гаитянской элиты нанимали банды для расправы со сторонниками «Лаваласа» и финансировали незаконную армию. В целях принуждения к миру полицейские и солдаты ООН проводили рейды в беднейших городских районах, от которых часто страдали невиновные граждане.